# KBI메탈
KBI메탈은 모터와 변압기의 코어(자성 철심)을 생산하는 코스닥 상장 기업이다. 1987년 설립되어 1994년 상장되었다.

## 사업 구조
제조 원가 구성상 원재료비 비중이 90% 이상을 차지하므로 원재료의 가격 변화가 실적에 큰 영향을 미친다. 또한 수요 산업인 전선 산업의 경기 변동에 민감하여 사업 구조는 불안한 편이다.
이를 탈피하기 위해 사업 다각화를 추진하고 있으나 실적은 오히려 악화되고 있다. 2014년 -91억원의 순손실을 기록한 이래 2015년 1분기에만 -57억원의 순손실을 기록하는 등 적자가 지속되고 있으며, 그 손실 규모 또한 점점 증가하는 추세다.

## 동전주 테마
KBI메탈은 2015년 6월 상한가 및 하한가 제한이 30%로 확대된 이후 생겨난 소위 동전주 테마 중 하나로, 7월에 급등한 바 있다. KBI메탈과 함께 동전주 테마주로 분류되는 것에는 슈넬생명과학, 미래산업, 지엠피, 웨이포트, 케이디건설, 씨씨에스, 주연테크 등이 있다.

## 같이 보기
- KBI그룹
- 동전주
- 동전주 테마
- 테마주

## 참고 문헌
- 와이즈에프엔